# Mauser 1912
Le Mauser 1912 est une variante du Mauser 1898 fabriquée en Autriche-Hongrie.

## Présentation
Cette variante  fut construite à environ 115 000 par les Usines Steyr de 1912 à 1914. Le guidon est protégé par un tunnel. Après cette date, les 75000 fusils en 7 mm Mausers non livrés aux militaires mexicains mais aussi chiliens, chinois et colombiens le furent aux unités austro-hongroises engagées dans la Grande Guerre sous le nom de  Fusil à répétition M14 (avec des anneaux de grenadière adaptés à la bretelle du Fusil Mannlicher M1895). 
Les M14 survivants sont utilisés ensuite par l’Armée royale yougoslave après rechambrage en 8 mm Mauser sous le nom de Mauser 1924B. Les M1912 yougoslaves rechambrés en 7,92 mm Mauser servirent ensuite dans la Wehrmacht. Enfin les 1912 Chilien furent modifiés pour tirer la 7,62 mm Otan et adoptés  comme M1912/61.

## Le Mauser 1912 en guerres
- Les Mauser colmbiens ont servi durant le Massacre de la Cienaga (1928) et la Guerre contre le Pérou (1932-1933).

## Sources
- (en) Cet article est partiellement ou en totalité issu de l’article de Wikipédia en anglais intitulé « Steyr Model 1912 Mauser » (voir la liste des auteurs).